# 克拉图和马尔蒂里什
克拉图和马尔蒂里什是葡萄牙波塔莱格雷区的一个堂区。总面积169.11平方公里，总人口1804人，人口密度10.7人/平方公里。